# Os Trapalhões no Rabo do Cometa
Os Trapalhões no Rabo do Cometa é um filme brasileiro de 1986, do gênero comédia infantil, dirigido por Dedé Santana e estrelado pela trupe humorística Os Trapalhões. O filme combina o uso de live-action e animação. O filme foi criado e feito nos Estúdios Mauricio de Sousa. O tradicional estúdio de dublagem  Álamo foi responsável pela mixagem do desenho.
Na verdade, trata-se de uma sequência de Os Trapalhões no Reino da Fantasia aonde os personagens Bruxo (José Vasconcellos) e o policial do futuro (Zacarias) derrotam os bandidos e esses personagens dão mote ao filme seguinte

## Sinopse
Uma viagem no tempo contada em forma de desenho animado com caracterizações d'Os Trapalhões, desde a época do Império Romano até os dias atuais, passando pela Idade Média, Velho Oeste e a Primeira Guerra Mundial. Eles começam o filme fazendo um show stand-up (esquetes humorísticos) no Teatro Scala, no Rio de Janeiro, recebendo no palco o desenhista Mauricio de Sousa. Daí em diante se desenrola a história em desenho animado, na qual Os Trapalhões são perseguidos por um bruxo malvado cujo objetivo é tentar segurar a mão do Didi (sempre sem sucesso) para dominar o mundo, durante a passagem do famoso Cometa Halley.

## Elenco
- Renato Aragão - Didi e voz do Didi
- Mussum - Mussum e voz do Mussum
- Dedé Santana - Dedé e voz do Dedé
- Zacarias - Zacarias e voz do Zacarias
- Mauricio de Sousa - Ele mesmo
- José Vasconcellos - Bruxo (voz)

## Trilha sonora
- "A Vida é um Circo" - Os Trapalhões (composta por Arnaud Rodrigues)
- "Eu Não Rango" - Ultraje a Rigor
- "Sou Ralé" - Suíte a Banda
- "O Jegue de Tróia" - Synopse
- "O Rei de Roma - Grupo Rumo
- "1914" - Ira!
- "O Bruxo e o Passarinho" - Premeditando o Breque
- "Do Mississipi ao Piauí" - Metalurgia
- "Paz e Humor" - Mussum (composta por Jorge Aragão, Nency e Mussum)
- "O Feitiço e o Feiticeiro" - Xarada

As canções do filme foram lançadas no LP Os Trapalhões no Rabo do Cometa, gravado em novembro de 1985 no Studio Mosh e fabricado e distribuído pela RCA e WEA (Warner Music).

## Recepção
Leonardo Ribeiro em sua crítica para o Papo de Cinema disse que "as limitações da animação [do filme] são visíveis, com poucos movimentos e falta de sincronia com a dublagem em muitos trechos. (...) Outro problema do longa é a repetição de situações (...) e de diálogos na trama (...) A falta de nexo do roteiro é extrapolada várias vezes, seja na cena da Idade Média, com cavaleiros da Távola Redonda jogando baralho entre robôs e ninjas, ou na pouco inspirada passagem pelo Velho Oeste. (...) No fim, entre altos e baixos, a sensação que prevalece é a de que este foi um produto feito às pressas, com ideias inacabadas sendo alongadas para formarem um longa-metragem."